# Jacques De Mersseman

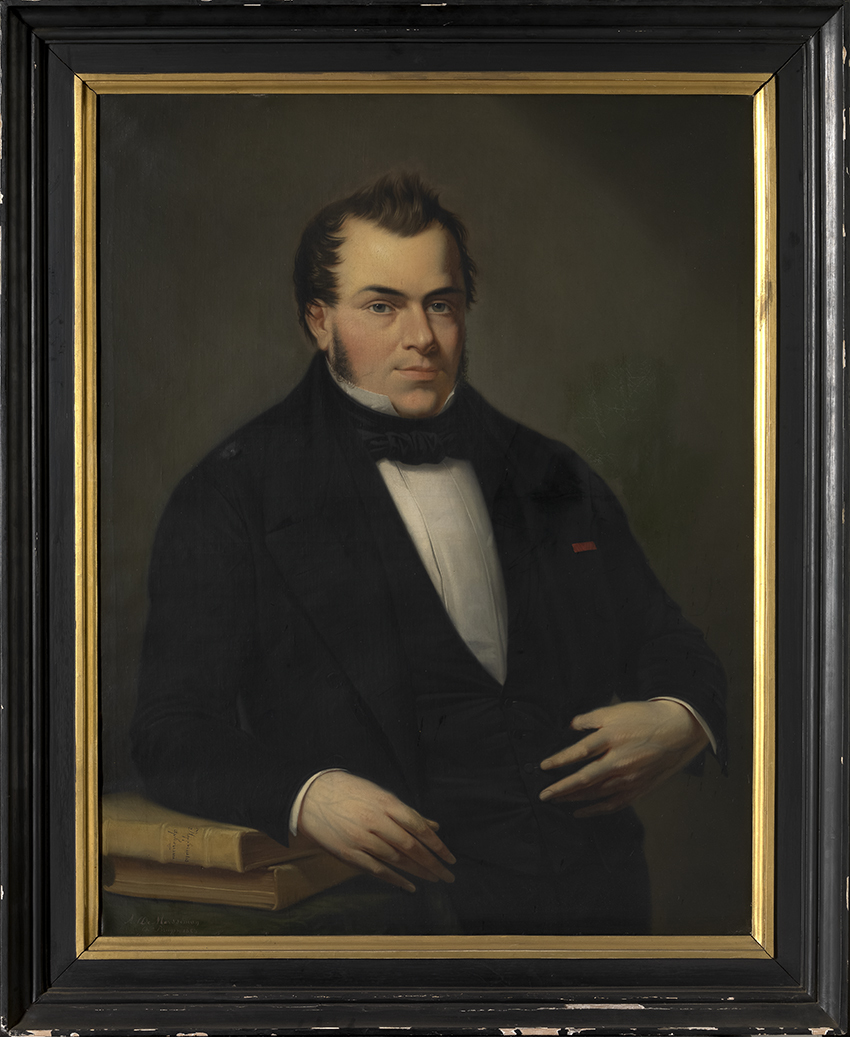
Portret van Jacques De Mersseman door Auguste-Joseph De Mersseman (1853), Groeningemuseum.

Jacques de Mersseman (Brugge, 6 april 1805 – 19 april 1853) was een Belgische arts en historicus.

## Arts
Jacques Olivier Marie De Mersseman was de zoon van dokter Jacques Pierre Marie De Mersseman (Hondschoote 1782 - Brugge 1839) en van Anna De Busscher, dochter van de bekende Brugse drukker Joseph De Busscher. De vader was eerst apotheker in Duinkerke, alvorens zijn artsendiploma te behalen en zich in Brugge te vestigen. Jacques Olivier trouwde in 1848 met Florentine Muscar, weduwe Roussel. Het huwelijk bleef kinderloos. Hij stierf aan de gevolgen van tyfus, opgedaan tijdens het uitoefenen van zijn ambt.
Hij deed zijn humaniorastudies aan het Koninklijk Atheneum in Brugge. In 1829 studeerde hij af aan de Universiteit van Gent als doctor in de geneeskunde. De thesis die hij verdedigde had als titel: Physiologie des mouvements du coeur et de la circulation du sang, dans leurs rapports avec le système nerveux cérébro-spinal. Hij ging verder studeren in Parijs, onder meer bij de uitgeweken Bruggeling William Frederic Edwards. Hij nam vervolgens de praktijk van zijn vader over en onderscheidde zich in de uitoefening van zijn beroep, meer bepaald naar aanleiding van de cholera-epidemie van 1849. Hij was actief bij de heroprichting van de 'Société médico-chirurgicale de Bruges'. In 1833 werd hij lid en weldra secretaris van de 'Commission médicale provinciale'. In 1842 werd hij lid van de pas opgerichte 'Académie royale de médecine'. In 1852 werd hij tot geneesheer benoemd aan het stedelijk ziekenhuis Sint-Jan.

## Historicus
Naast zijn medische praktijk was De Mersseman ook een geïnteresseerd en opzoekend historicus, die heel wat publiceerde.
Hij was bestuurslid van het Genootschap voor Geschiedenis te Brugge van korte tijd na de stichting tot in 1842. Midden 1842 bleek de verstandhouding tussen de bestuursleden van de 'Emulation' te verzwakken. In mei stapte dr. De Mersseman uit het bestuur. Reden hiervoor was een scherpe polemiek die hij had gevoerd met de Rijselse historicus Edward Le Glay over diens studie gewijd aan Johanna van Constantinopel, en waarbij hij zo strijdlustig tegen de man was uitgevallen (en al even strijdlustig van antwoord was gediend), dat de andere bestuursleden vonden dat er best een eindpunt achter de polemiek werd geplaatst. De Mersseman kon hiermee geen vrede nemen en publiceerde zijn pennenstrijd op eigen houtje verder. Carton poogde hem nadien nog tot terugkeer in het bestuur te bewegen, maar tevergeefs.
Zijn overlijden op nog jonge leeftijd werd alom betreurd. Bij zijn graf werden niet minder dan zes redevoeringen uitgesproken, door dr. Isaac De Meyer (Commission médicale provinciale), dr. Sauveur (Académie royale de médecine), dr. Beghin (Société médico-chirurgicale de Bruges), dr. Van Damme (Corps médical de Bruges), Jean-Baptiste Adolphe Coppieters 't Wallant (Jagers Verkenners van Brugge), Alexandre Couvez (Vrienden van de overledene).
Drie jaar na zijn dood werd door die vrienden, op benaarstiging van provinciaal griffier Charles Devaux een monument op zijn graf opgericht, gemaakt door de Leuvense beeldhouwer Karel Geerts (1807-1855), naar een ontwerp door Jean-Baptiste Bethune. Het monument, met borstbeeld van de overledene, staat nog steeds op de algemene begraafplaats, genaamd 'Brugs Kerkhof', in Steenbrugge.

## Publicaties
- Jeanne de Constantinople, comtesse de Flandre et de Hainaut, Brugge, 1841.
- Examen critique de l' 'Histoire de Jeanne de Constantinople' par Edward Le Glay, 1841.
- La cour et la vie intérieure de Charles-Quint, 1843.
- (samen met Isaac DE MEYER), Sur le travail des enfants dans les établissements industriels: rapport, Brugge, 1843.
- De l'organogénie, ou des lois que suit la nature dans la formation des organes des animaux, Brugge, 1844.
- Cheminée de la salle d'audience des magistrats du Franc de Bruges, 1845, rapport over de herstelling van het monument.
- Geoffroy de Saint-Hilaire, son caractère, ses découvertes, Brugge, 1845.
- Eloge de Jean Palfyn, 1845.
- (samen met O. Delepierre, C. Carton en F. Van de Putte), Biographie des hommes remarquables de la Flandre Occidentale, Brugge, 1843-1847, 4 volumes, (een honderdtal artikels van de hand van De Mersseman).